# Banderas del orgullo gay
Se han utilizado varias banderas gay para simbolizar la comunidad de hombres homosexuales. Las banderas del arcoíris fueron propuestas y utilizadas desde 1978 para representar a los hombres gais y, en consecuencia, a la comunidad LGBT de forma genérica. Desde la década de 2010, se han propuesto varios diseños para representar específicamente a la comunidad de hombres homosexuales y aquileanos únicamente.

## Historia

### Banderas arcoíris
Las banderas originales del orgullo gay ondearon en la celebración del Desfile del Día de la Libertad Gay de San Francisco el 25 de junio de 1978. Según un perfil publicado en el Bay Area Reporter en 1985, Gilbert Baker "escogió el motivo del arcoíris debido a sus asociaciones con el movimiento hippie de los años sesenta, pero señala que el uso del diseño se remonta al antiguo Egipto".

Versión original de ocho rayas diseñada por Gilbert Baker (1978)
Versión de siete rayas con color rosa intenso eliminado debido a la falta de tela (1978–1979)
Versión de seis rayas con el color turquesa eliminado y el color índigo cambiado a azul real (1979–presente)

### Banderas de la década de 2010
El primer diseño de bandera conocido para hombres homosexuales se publicó en línea el 9 de octubre de 2018 a través de VK, un sitio web ruso. Fue diseñado por Valentin Belyaev a mediados de la década de 2010 o antes para combatir la homofobia, basado en la bandera lésbica rosa. Simboliza la atracción de los hombres entre sí y la diversidad de la propia comunidad gay. A veces se la conoce como la bandera uranista.
La primera bandera de hombre gay propuesta provisionalmente y publicada en línea fue diseñada por Mod Hermy de la cuenta Pride-Flags de DeviantArt. Se publicó por primera vez a través de Tumblr el 24 de agosto de 2016 y se basó en la bandera lesbiana rosa.
En marzo de 2017, Gilbert Baker creó una versión de nueve franjas de su bandera original de 1977, con franjas lavanda, rosa, turquesa e índigo junto con el rojo, naranja, amarillo, verde y violeta. Según Baker, la franja lavanda simboliza la diversidad.
La bandera del hombre gay, con franjas verdes, verde azulado, blancas, azules y moradas, fue diseñada por el usuario de Tumblr gayflagblog. Ambas versiones con siete y cinco franjas se publicaron el 10 de julio de 2019. Los colores de turquesa a verde representan comunidad, sanación y alegría, la franja blanca en el medio fue una iteración del diseño de la bandera trans de Monica Helms incluye personas transgénero, intersexuales, de género no conforme y homosexuales no binarios, y los colores azul a púrpura representan amor puro, fortaleza y diversidad. Su diseñador se llama Triton, un hombre trans con discapacidad. La bandera a veces se conoce como la bandera vinciana.

Banderas de la homosexualidad masculina
Bandera del arcoíris superpuesta con un símbolo doble Marte negro
Bandera de 2017 de Gilbert Baker, nueve franjas
Bandera de siete franjas azul, blanca y azul
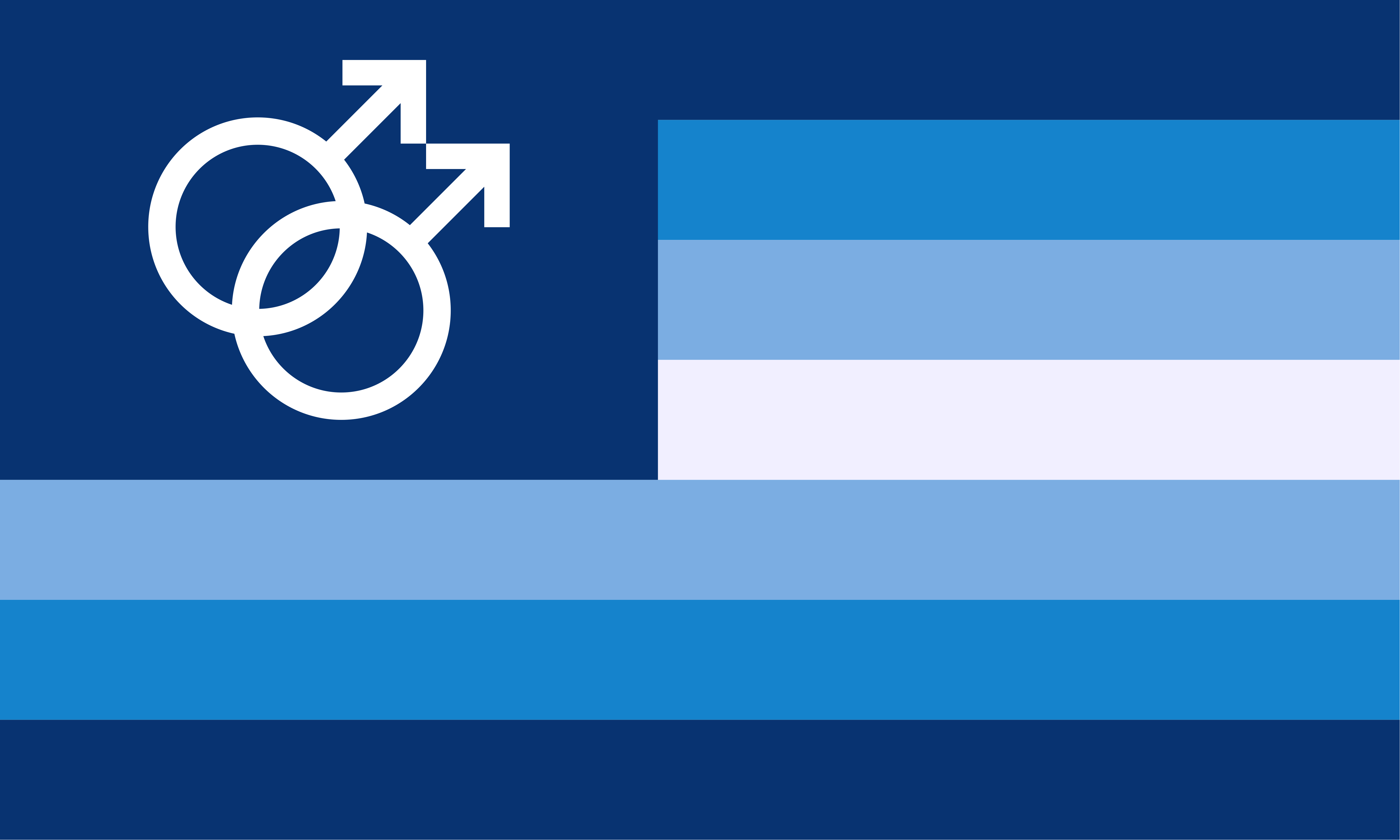
Bandera uranista con símbolo de doble Marte en cantón
Bandera propuesta, con tonos verde azulado, blanco pastel y azul.
Bandera de siete franjas con verde, verde azulado, blanco, azul y morado
Bandera de cinco franjas de gayflagblog, iterada de la bandera de siete franjas